# 龍光 (嘉靖進士)
龍光（1529年—？），字國華，號斗垣，湖廣長沙衛人，軍籍，明朝政治人物。

## 生平
幼颖敏，有大志。年十二，作诗感动其父，就儒力学。嘉靖二十八年（1549年）己酉科湖廣鄉試第七十七名舉人。嘉靖四十一年（1562年）中式壬戌科會試第二百四十九名，三甲第一百一十八名進士。原名化，皇帝御笔改光字。授苏州府推官，志行高等，隆庆二年（1568年）五月选授吏科給事中，八月升本科右，巡视库藏，三年三月升工科左，四年二月升工科都，五年（1571年）五月升陕西左参政，复除山东左参政，萬曆元年（1573年）六月调任浙江粮储道参政，二年七月升山东按察使，四年九月升本省右布政使，卒于官。

## 家族
曾祖龍霄；祖父龍世聰；父龍添鑾，母易氏。慈侍下。弟龍見。